# Manasawin Phetmalaikul
Manasawin Phetmalaikul (thailändisch มนัสวินษ์ เพชรมาลัยกุล; * 19. Mai 1999 in Birmingham), Spitzname Quid, ist ein englisch-thailändischer Snookerspieler. Über die Asia-Oceania Q School qualifizierte er sich 2023 für zwei Jahre auf der Profitour.

## Karriere

### Anfänge
Die Eltern von Manasawin Phetmalaikul wanderten vor seiner Geburt von Thailand nach England aus. Nachdem sein Vater einige Zeit als Koch gearbeitet hatte, eröffnete er ein Thai-Restaurant und später einen Snookerclub, wo Manasawin als Jugendlicher spielen und trainieren konnte. Mit Jim Donnelly hatte er einen professionellen Snookertrainer. Mit 16 Jahren nahm er erstmals an der Players Tour Championship, einer für Amateure offenen Serie der Profitour, teil und spielte bei Turnieren in Gibraltar, Polen und Deutschland, wo ihm in den Amateurrunden der ein oder andere Sieg gelang. 2018 meldete er sich bei den Q-School-Turnieren an, die die Qualifikation für die Profitour ermöglichen, war aber chancenlos. Im selben Jahr gelang ihm bei der U21-Weltmeisterschaft mit dem Einzug in die K.-o.-Runde ein erster Achtungserfolg. Bei der Europameisterschaft im 6-Reds-Snooker kam er 2020 ins Achtelfinale. Große Fortschritte in Richtung Profistatus hatte er nicht gemacht, als die COVID-19-Pandemie das Amateursnooker für einige Zeit stoppte. Danach erreichte er bei den WSF Open 2022 ebenfalls das Achtelfinale. Erfolgreicher war er auf nationaler Ebene in der englischen Amateurtour und in diesem Jahr auch bei der englischen 6-Reds-Meisterschaft: Er erreichte das Finale, das er mit 2:8 gegen Sean O’Sullivan verlor. Im August 2022 zog er nach Thailand, da er sich dort bessere Chancen auf eine Qualifikation für die Profitour erhoffte. Im selben Monat nahm er an der thailändischen 9-Ball-Meisterschaft teil. Bei seiner ersten Teilnahme an einem Poolbillardwettbewerb überhaupt erreichte er das Finale, welches er mit 5:11 gegen Preecha Boonmuang verlor.
Anfang der 2020er Jahre hatte Phetmalaikul die gleichalte thailändische Snookerspielerin Baipat Siripaporn kennengelernt. Im Frühjahr 2023 unterstützte er seine Freundin, die an der Frauenweltmeisterschaft in Bangkok teilnahm. Überraschend gewann sie den Titel und qualifizierte sich damit auch für die Profitour. Da er bei der europäischen Q School immer früh ausgeschieden war, nutzte er die Chance, mit seinem thailändischen Zweitpass alternativ an der asiatischen Q School teilzunehmen, die etwas später ebenfalls in Bangkok ausgetragen wurde. Fünf Qualifikationsrunden überstand er im ersten Turnier recht klar. Im Entscheidungsspiel traf er auf den U18-Weltmeister von 2015 Cheung Ka Wai aus Hongkong. Er siegte mit 4:1 und erspielte sich damit ebenfalls die Startberechtigung für zwei Jahre auf der World Snooker Tour.

### Profitour
Die Saison 2023/24 begann der für Thailand antretende Phetmalaikul mit einer 0:5-Niederlage gegen Ex-Weltmeister Mark Selby. Er steigerte sich langsam und gegen Barry Pinches erreichte er bei den Northern Ireland Open ein knappes 3:4. Ende Oktober gelang ihm bei der Qualifikation der Scottish Open sein erster Sieg mit 4:2 gegen Ben Woollaston, einen Spieler aus den Top 48. Das knappe 4:5 gegen den Weltranglistendritten Mark Allen kurz darauf war ein weiteres achtbares Ergebnis. Trotzdem waren es viel zu wenig Erfolge für die angestrebte Top-64-Platzierung, die ihm nach zwei Jahren den Tourverbleib sichern würde. Nach dem Ausscheiden anderer Spieler zum Saisonwechsel rückte er auf Platz 93 vor, aber zu Beginn des zweiten Jahres gab es mehrere klare Niederlagen gegen vermeintlich schwache Gegner. Ende September 2024 gelang ihm gegen Ross Muir bei den Northern Ireland Open sein zweiter Profisieg. Wertvoller war das 6:4 gegen Andres Petrov bei der UK Championship und der 5:2-Sieg über den erfahrenen Matthew Selt beim World Open 2025. Aber da er nie über Runde 2 hinauskam, machte er nicht viele Punkte und fiel immer weiter zurück. Auf Platz 113 liegend hatte er bei der abschließenden WM keine realistische Chance mehr auf die Top 64. Mit einem 10:3 über Leone Crowley errang er noch einen Sieg, bevor er sich durch eine Niederlage gegen Robbie Williams wieder von der Tour verabschiedete.

## Titel und Erfolge
- Qualifikationsturniere
  - Qualifikation: Asia-Oceania Q School (2023, 1. Turnier)

- Internationale Amateurturniere
  - Achtelfinale: WSF Open 2022, 6-Reds-Europameisterschaft 2020

- Nationale Turniere
  - Finale: englische 6-Reds-Meisterschaft 2022
  - Finale: thailändische 9-Ball-Meisterschaft 2022